# Ivan Kreft
Ivan Kreft, slovenski agronom in genetik, * 23. november 1941, Novo mesto, Slovenija.
Deluje kot redni profesor genetike na Biotehniški fakulteti Univerze v Ljubljani.

## Življenje in šolanje
Ivan Kreft je odraščal v Novem mestu, na Murščaku, v Biserjanah, Gornji Radgoni in Ljubljani. Agronomijo in biologijo je študiral na Biotehniški fakulteti Univerze v Ljubljani, genetiko in fiziologijo rastlin pa na Univerzi v Lundu na Švedskem, kjer je tudi magistriral iz genetike, doktoriral pa je na Univerzi v Ljubljani.
Bil je zaposlen v kmetijstvu v Sloveniji in pri žlahtnjenju rastlin (zlasti oljnic, krompirja, trav in žit) v Nemčiji in na Švedskem. Na Univerzi v Lundu, na Švedskem, je bil honorarni učitelj, tam je na inštitutih za genetiko in fiziologijo rastlin začel raziskovati tkivne kulture in ugotovil pomen kromosomske inverzije pri ječmenu za fenotipe haploidne in diploidne faze.
Na Biotehniški fakulteti v Ljubljani je bil strokovni sodelavec, asistent, docent in izredni profesor; od 1983 je redni profesor genetike. Predava predmeta Rastlinska genetika in Vrednotenje kakovosti pridelkov za dodiplomske študente agronomije, predmet Genetika evkariontov za biologe ter Genetiko rastlinskih metabolitov za agronome in biotehnologe, na podiplomskem študiju predava predmeta Razvojna genetika in Genetika kmetijskih rastlin. Je avtor prvega slovenskega gimnazijskega učbenika genetike. Leta 1992-1993 je bil gostujoči profesor na oddelku za podiplomske študije Univerze v Kjotu, na Japonskem; 2001 na biotehnološkem oddelku Univerze Shanxi, Taiyuan, na Kitajskem; 2010 pa ponovno na Japonskem, na Univerzi Kobe Gakuin v Kobeju.

## Raziskovalna področja in delo
V Sloveniji je prvi uvedel elektroforetske analize za raziskovanje genskega polimorfizma rastlin. S sodelavci raziskuje genetske, fiziološke in druge osnove kakovosti in uporabnosti pridelkov ajde, ječmena, pire, pšenice, koruze, stročnic in buč; zlasti vsebnost in razporeditev sekundarnih metabolitov, selena, cinka, proteinov, škroba in vlaknin ter ultrastrukturne lastnosti semen. S sodelavci je ugotovil epigenetski vpliv beljakovin, ki vsebujejo selen, na procese celičnega dihanja pri grahu. Sodeluje pri molekulsko-bioloških raziskavah genov za sintezo rastlinskih metabolitov. V okviru citogenetskih raziskav je prvi podrobneje preučil potek mejoze po kromosomski inverziji ječmena ter vpliv s hitrimi nevtroni izzvanih prelomov kromosomov na osebkov razvoj rastlin ječmena.
Raziskoval je oblikovanje škroba po avtoklaviranju ajde, vplive hidrotermične obdelave zrn ajde na encimske procese ter in vivo dostopnost škroba, razporeditev flavonoidov v tkivih in genotipih ajde. Raziskoval je genetske dejavnike graha, ki so pomembni za nastanek retrogradiranega škroba, in ultrastrukturne vplive na razgradljivost škroba. Pri svojem znanstvenem delu posebej obravnava gojene rastline, tradicionalno značilne za Slovenijo in druge države srednje Evrope, v zadnjih desetletjih pa precej opuščene, kot so tatarska in navadna ajda, plevnata pšenica – pira, buče in druge.
Leta 1999 je bil prvi avtor nemške strokovne knjige o ajdi – Das Buchweizenbuch, ki je izšla v Luksemburgu v okviru dejavnosti EU, druga, razširjena izdaja je izšla 2007. Leta 2003 je bil prvi urednik knjige Ethnobotany of Buckwheat (slo. »Etnobotanika ajde«) (Jinsol Publ. Co., Seoul). Najbolj odmevne razprave je objavil v mednarodnih znanstvenih revijah Hereditas, Journal of Experimental Botany, Journal of the Royal Society Interface, Food Chemistry in Journal of Agricultural and Food Chemistry.
Na osnovi upoštevanja njegovih znanstvenih spoznanj so bili izdelani in uvedeni v prodajo novi kakovostni prehranski izdelki v Sloveniji, na Danskem in na Japonskem.
Na svojem raziskovalnem pa tudi širše na okoljskem področju je vključen v mednarodne organizacije. Pri raziskovalnem delu je povezan z raziskovalci v Italiji, na Švedskem, Slovaškem, Japonskem, Kitajskem, v Indiji in Koreji. Na območju Balkana, Skandinavije in Azije, zlasti na Daljnem vzhodu (Kitajska, Koreja, Japonska) na terenu išče kmetijske rastline in njihove divje sorodnike (zlasti za ajdo, prosasta žita in piro) s posebej zanimivimi genotipi; na terenu pa zbira tudi podatke in snema fotografije o tradicionalnem pridelovanju in uporabi rastlin.
Kritične publicistične prispevke, predvsem o genetiki, paradigmah znanosti, kmetijstvu in drugih temah je objavljal v Problemih, Tribuni, Naših razgledih, Teoriji in praksi ter bil 1964 postavljen in kmalu nato odstavljen kot odgovorni urednik Tribune. Objavlja poljudno-znanstvene prispevke ter predava o širše zanimivih temah s svojega področja. Ukvarja se s fotografijo, objave in predavanja ilustrira tudi z makro- in mikrofotografijami. 
Leta 1980 je v Ljubljani organiziral prvi mednarodni znanstveni simpozij o ajdi, ti simpoziji od tedaj redno trienalno potekajo v različnih državah Azije, Evrope in Severne Amerike. 1981 je v Ljubljani ustanovil mednarodni znanstveni bilten Fagopyrum (iz. lat. Navadna ajda), ki je z leti prerasel v znanstveno revijo z recenziranimi članki, do 1994 je izhajala v Ljubljani, sedaj pa izhaja v Kobeju na Japonskem. Do 1998 je bil vrsto let glavni tajnik Mednarodne organizacije za raziskovanje ajde (IBRA), sedaj pa je član njenega izvršilnega odbora. Kot član odbora za rekombinantno DNK pri Evropski znanstveni fundaciji (EZF) je bil soavtor prvih evropskih priporočil o delu z genetsko modificiranimi organizmi. 2000 je v okviru EU (COST 916) v Sloveniji organiziral evropski simpozij Molecular and genetic interactions involving phytochemicals (slo. »Molekularne in genetske interakcije, ki vključujejo fitokemikalije«). Bil je član odbora COST 916, član (eno mandatno obdobje tudi predsednik) znanstvenega komiteja Alpskega foruma, bil je član ustanovne skupščine Zveze evropskih akademij znanosti za kmetijstvo, prehrano in naravo.
V raziskovalno delo uvaja mlajše znanstvenike in strokovnjake kot mentor mnogim doktorandom, magistrandom, diplomantom in avtorjem študentskih raziskovalnih del. Bil je član številnih organizacijskih odborov in mednarodnih znanstvenih odborov simpozijev, na vrsti mednarodnih znanstvenih posvetovanj je imel vabljena uvodna predavanja, predaval pa je tudi na mnogih tujih univerzah.

## Priznanja
Leta 2005 je prejel priznanje ambasador znanosti Republike Slovenije in več drugih domačih in mednarodnih priznanj. Leta 1997 je bil izvoljen za izrednega člana, 2003 pa za rednega člana SAZU. Od 2007 do 2013 je bil tajnik IV. razreda SAZU za naravoslovne vede.